# Jane Yolen
Jane Yolen, née le 11 février 1939 à Manhattan aux États-Unis, est une éditrice et écrivain américaine de fantasy, de science-fiction et de livres pour enfants.

## Biographie
Jane Hyatt Yolen est née et a grandi à New York. Ses parents sont tous deux dans le métier, sa mère écrivant des histoires courtes pour enfants et son père comme journaliste.
Peu de temps après sa naissance, ses parents déménagent en Californie pour quelques années, puis retournent à New York en 1943.
Elle suit ses études dans cette même ville, puis à Westport dans le Connecticut, avant de terminer un B.A. puis un master en science de l'éducation à l'Université du Massachusetts.
Une fois ses études terminées, elle retourne à New York pour devenir éditrice et, selon ses propres mots, écrivain du week-end.
Sa première publication, un livre pour enfants, est éditée en 1960. En 1961, elle épouse David Stemple avec qui elle aura trois enfants.
De 1986 à 1988, elle est présidente de la Science Fiction and Fantasy Writers of America. Elle a également fait partie du comité de direction de la Society of Children's Book Writers and Illustrators depuis sa création. Elle est connue dans le milieu pour ses conseils et sa générosité envers les néophytes.
Parmi de nombreux prix, elle a remporté deux prix Nebula de la meilleure nouvelle longue, un prix Nebula de la meilleure nouvelle courte ainsi que le prix Locus du meilleur roman pour jeunes adultes pour Pay the Piper qu'elle a coécrit avec son fils Adam Stemple (en). Elle a publié plus de 200 romans dont malheureusement seuls un petit nombre sont traduits en français (particulièrement des histoires pour enfants).
Outre son travail de rédactrice en chef dans une maison d'édition, elle voyage beaucoup, principalement pour rencontrer des fans ou faire des lectures publiques de ses textes dans les écoles. Aux États-Unis, elle est surnommée Andersen des États-Unis pour ses contes et histoires pour enfants.
En 2021, elle est sélectionnée pour le prestigieux prix suédois, le Prix commémoratif Astrid-Lindgren.

## Œuvres
(liste non exhaustive)

### SérieGreat Alta
1. (en) Sister Light, Sister Dark, 1988
2. (en) White Jenna, 1989

### SériePit Dragon
1. (en) Dragon's Blood, 1982
2. (en) Heart's Blood, 1984
3. (en) A Sending of Dragons, 1987

### SérieRock 'n' Roll Fairy Tales
1. (en) TPay the Piper, 2005Écrit avec Adam Stemple (en).
2. (en) TTroll Bridge, 2006Écrit avec Adam Stemple (en).
3. (en) TBoots and the Seven Leaguers, 2000

### SérieXanadu
Cette série est coécrite avec Martin H. Greenberg.
1. (en) Xanadu 1, 1993
2. (en) Xanadu 2, 1994
3. (en) Xanadu 3, 1995

### Romans indépendants
- (en) The Magic Three of Solatia, 1974
- (en) The Rainbow Rider, 1974Écrit avec Michael Foreman.
- (en) Cards of Grief, 1984
- (en) The Stone Silenus, 1984
- (en) Commander Toad and the Dis-Asteroid, 1985Écrit avec Bruce Degen (en).
- (en) Dragonfield and Other Stories, 1985
- (en) Merlin's Booke, 1986
- (en) Spaceships and Spells, 1987
- (en) The Devil's Arithmetic, 1988
- (en) The Dragon's Boy, 1990
- (en) Wizard's Hall, 1991
- (en) Briar Rose, 1992
- (en) Good Griselle, 1994
- (en) The Wild Hunt, 1995
- (en) Passager, 1996
- (en) Hobby, 1996
- (en) The Transfigured Hart, 1997
- (en) Storyteller, 1997Écrit avec Merle Insinga et Patricia A. McKillip.
- (en) The Books of Great Alta, 1997
- (en) The One-Armed Queen, 1998
- (en) Here There Be Dragons, 1998
- (en) Armageddon Summer, 1998Écrit avec Bruce Coville.
- (en) Fearless Girls, Wise Women, and Beloved Sisters: Heroines in Folktales from Around the World, 1998Écrit avec Kathleen Ragan.
- (en) Twice upon a Time, 1999Écrit avec Denise Little, Josepha Sherman (en), Jane Lindskold et Sheila Gilbert.
- (en) Armageddon Summer, 1999Écrit avec Bruce Coville.
- (en) Boots and the Seven Leaguers: A Rock-and-Troll Novel, 2000
- (en) Hippolyta and the Curse of the Amazons, 2002
- (en) Vampires, 2002
- (en) Odysseus in the Serpent Maze, 2002
- (en) The One-Armed Queen, 2003Écrit avec Jane Olen.
- (en) Sword of the Rightful King: A Novel of King Arthur, 2004
- (en) Young Merlin Trilogy: Passager, Hobby, and Merlin, 2004
- (en) Magic Three Of Solatia, 2004
- (en) The Wizard of Washington Square, 2005
- (en) The Omega Egg, 2007Écrit avec Tobias S. Buckell, Michael A. Burstein (en), Pat Cadigan, Bill Fawcett (en), David Gerrold, Brian Herbert, James Patrick Kelly, Kay Kenyon, Nancy Kress, Stephen Leigh, Jody Lynn Nye (en), Laura Resnick, Mike Resnick, Kristine Kathryn Rusch, Robert Sheckley et Dean Wesley Smith (en).
- (en) Except the Queen, Roc / New American Library, 2010Écrit avec Midori Snyder.

### Recueils de nouvelles
- (en) The Girl Who Cried Flowers and Other Tales, 1974
- (en) The Hundredth Dove and Other Tales, 1977
- (en) Dream Weaver, 1979
- (en) Neptune Rising: Songs and Tales of the Undersea People, 1982
- (en) Tales of Wonder, 1983
- (en) The Whitethorn Wood and Other Magicks, 1984
- (en) Dragonfield and Other Stories, 1985
- (en) Merlin's Booke, 1986
- (en) The Faery Flag, 1989
- (en) Storyteller, 1992
- (en) Twelve Impossible Things Before Breakfast, 1997
- (en) Sister Emily's Lightship and Other Stories, 2000
- (en) Once Upon a Time (She Said), 2005
- (en) The Last Selchie Child, 2012
- (en) Grumbles from the Forest: Fairy-Tale Voices with a Twist, 2013Écrit avec Rebecca Kai Dotlich.
- (en) The Bloody Tide, 2014
- (en) The Emerald Circus, 2017
- (en) How to Fracture a Fairy Tale, 2018
- (en) The Midnight Circus, 2020
- (en) The Scarlet Circus, 2023

### Anthologies
- (en) Zoo 2000, 1973
- (en) Shape Shifters, 1978
- (en) Dragons and Dreams, 1986Écrit avec Charles G. Waugh et Martin H. Greenberg.
- (en) Favorite Folktales from Around the World, 1986
- (en) Spaceships & Spells, 1987Écrit avec Charles G. Waugh et Martin H. Greenberg.
- (en) Werewolves: A Collection of Original Stories, 1988Écrit avec Martin H. Greenberg.
- (en) Werewolves, 1988Écrit avec Martin H. Greenberg.
- (en) Things That Go Bump in the Night, 1989Écrit avec Martin H. Greenberg.
- (en) Vampires: A Collection of Original Stories, 1991Écrit avec Martin H. Greenberg.
- (en) The Haunted House: A Collection of Original Stories, 1995Écrit avec Martin H. Greenberg et Doron Ben-Ami.
- (en) Camelot, 1995
- (en) Wizard Fantastic, 1997Écrit avec Martin H. Greenberg.

## Prix et distinctions
- Prix Mythopoeic 1985 pour Cards of Grief
- Finaliste Prix Nebula du meilleur roman 1989 pour Sister Light, Sister Dark
- Prix E. E. Smith Memorial 1990
- Finaliste Prix Nebula du meilleur roman 1990 pour White Jenna
- Finaliste Prix Nebula du meilleur roman 1992 pour Briar Rose
- Médaille Regina 1992
- Prix Mythopoeic 1993 pour Briar Rose
- Prix Nebula 1997 de la Nouvelle courte pour Sister Emily's Lightship
- Prix Mythopoeic 1998 pour  la trilogie Young Merlin
- Prix Nebula 1998 de la Nouvelle longue pour Lost Girls
- Prix Locus 2006, catégorie Roman pour jeunes adulte, pour  Pay the Piper, avec Adam Stemple
- Grand maître Prix World Fantasy 2009
- Grand Maître Prix Nebula 2016
- Prix Damon-Knight Memorial Grand Master 2016
- Prix World Fantasy 2018 , catégorie Recueil, pour The Emerald Circus
- Sélection pour le Prix commémoratif Astrid-Lindgren 2021[1]